# Mansfield Town Football Club 2014-2015
Questa voce raccoglie le informazioni riguardanti il Mansfield Town Football Club nelle competizioni ufficiali della stagione 2014-2015.

## Rosa
| N. |                        | Ruolo | Calciatore     |
| -- | ---------------------- | ----- | -------------- |
| 1  | Svizzera (bandiera)    | P     | Sascha Studer  |
| 2  | Inghilterra (bandiera) | D     | Ritchie Sutton |
| 3  | Inghilterra (bandiera) | D     | Martin Riley   |
| 4  | Scozia (bandiera)      | D     | John Dempster  |
| 5  | Inghilterra (bandiera) | D     | Luke Jones     |
| 6  | Inghilterra (bandiera) | D     | Ryan Tafazolli |
| 7  | Inghilterra (bandiera) | C     | Fergus Bell    |
| 8  | Inghilterra (bandiera) | A     | Alex Fisher    |
| 9  | Inghilterra (bandiera) | A     | Matt Rhead     |
| 10 | Inghilterra (bandiera) | A     | Liam Hearn     |
| 11 | Inghilterra (bandiera) | A     | Rakish Bingham |
| 12 | Inghilterra (bandiera) | C     | Jamie McGuire  |
| 14 | Inghilterra (bandiera) | A     | Oliver Palmer  |

| N. |                              | Ruolo | Calciatore          |
| -- | ---------------------------- | ----- | ------------------- |
| 16 | Inghilterra (bandiera)       | C     | Simon Heslop        |
| 17 | Bermuda (bandiera)           | C     | Reggie Lambe        |
| 18 | Inghilterra (bandiera)       | D     | Lee Beevers         |
| 19 | Inghilterra (bandiera)       | D     | Liam Marsden        |
| 20 | Inghilterra (bandiera)       | C     | Jack Thomas         |
| 21 | Inghilterra (bandiera)       | C     | Adam Murray         |
| 22 | Inghilterra (bandiera)       | C     | Robert Taylor       |
| 23 | Bulgaria (bandiera)          | P     | Dimităr Evtimov     |
| 24 | Trinidad e Tobago (bandiera) | A     | Daniel Carr         |
| 25 | Inghilterra (bandiera)       | A     | Vadaine Oliver      |
| 28 | Inghilterra (bandiera)       | C     | Chris Clements      |
| 29 | Irlanda del Nord (bandiera)  | D     | Jamie Sendles-White |